# Cazurra
Cazurra ist ein nordwestspanischer Ort und eine Gemeinde (municipio) mit nur noch 74 Einwohnern (Stand: 2024) im Zentrum der Provinz Zamora in der Autonomen Gemeinschaft Kastilien-León.

## Lage und Klima
Der Ort Cazurra liegt ca. 10 km südlich des Duero im Westen der Kastilischen Hochebene (Meseta Iberica) in einer Höhe von ca. 730 m. Die Provinzhauptstadt Zamora ist gut 13 km (Fahrtstrecke) in nordwestlicher Richtung entfernt; bis nach Salamanca sind es knapp 55 km in südlicher Richtung. Das gemäßigte Kontinentalklima wird nur selten vom Atlantik beeinflusst; Regen (ca. 485 mm/Jahr) fällt vorwiegend im Winterhalbjahr.

## Bevölkerungsentwicklung
| Jahr      | 1857 | 1900 | 1950 | 2000 | 2020 |
| Einwohner | 315  | 360  | 236  | 97   | 76   |

Infolge der Mechanisierung der Landwirtschaft, der Aufgabe von bäuerlichen Kleinbetrieben („Höfesterben“) und der daraus resultierenden Arbeitslosigkeit auf dem Lande ist die Einwohnerzahl des Ortes seit Beginn des 20. Jahrhunderts deutlich zurückgegangen; eine Erholung ist trotz der relativen Nähe zur Provinzhauptstadt Zamora und eines eigenen Autobahnanschlusses nicht festzustellen.

## Wirtschaft
Die Feldwirtschaft, der Weinbau sowie die Zucht von Rindern, Schafen und Ziegen spielen traditionell die größte Rolle im Wirtschaftsleben der Gemeinde. Daneben fungierte der Ort bereits im Mittelalter als Handels-, Handwerks- und Dienstleistungszentrum für die – inzwischen weitestgehend aufgegebenen – Weiler (pedanías) und Einzelgehöfte (fincas) der näheren Umgebung.

## Geschichte
In vorrömischer Zeit siedelten in der Region Stammesgruppen vom keltischen Volk der Vettonen, die von den Römern im Jahre 193 v. Chr. unterworfen wurden. Aus römischer, westgotischer und islamischer Zeit sind ansonsten nur wenige Funde bekannt. Die Rückeroberung (reconquista) der dünn besiedelten und abgelegenen Gebiete durch das Königreich León im 10. und 11. Jahrhundert verlief wahrscheinlich weitgehend kampflos; danach begann eine Zeit der Wieder- – oder besser – Neubesiedlung (repoblación).

## Sehenswürdigkeiten
- Die dreischiffige Iglesia de San Martín de Tours ist aus exakt behauenen Werksteinen errichtet; lediglich der untere Teil der Fassade besteht aus Bruchsteinen. Die Kirche entstand in ihrer heutigen Gestalt an der Stelle eines Vorgängerbaus im 16. Jahrhundert im Übergangsstil von der Spätgotik zur Renaissance. Ein Glockengiebel (espadaña) mit kleinen Obelisken und Kugeln überragt die ansonsten schmucklose Westfassade. Das Kirchenschiff (nave) wird von einem hölzernen Dachstuhl überspannt. Der – wie in der Region üblich – gegenüber dem Langhaus leicht erhöhte und überkuppelte Chorbereich bewahrt einen Schnitzaltar (retablo) des 18. Jahrhunderts.
- Unmittelbar neben der Kirche stseht ein aus Ziegelsteinen gemauerter Wasserturm.